# فرودگاه کولدا شمالی
فرودگاه کولدا شمالی (به انگلیسی: Kolda North Airport) یک فرودگاه همگانی با کد یاتا KDA است که یک باند فرود آسفالت دارد و طول باند آن ۱۵۰۲ متر است. این فرودگاه در شهر کولدا کشور سنگال قرار دارد و در ارتفاع ۱۰ متری از سطح دریا واقع شده است.